# Malo Malowo
Malo Malowo (auch Malo Malovo geschrieben, bulgarisch Мало Малово) ist ein Dorf in der Gemeinde Dragoman, Oblast Sofia, im Westen Bulgariens.

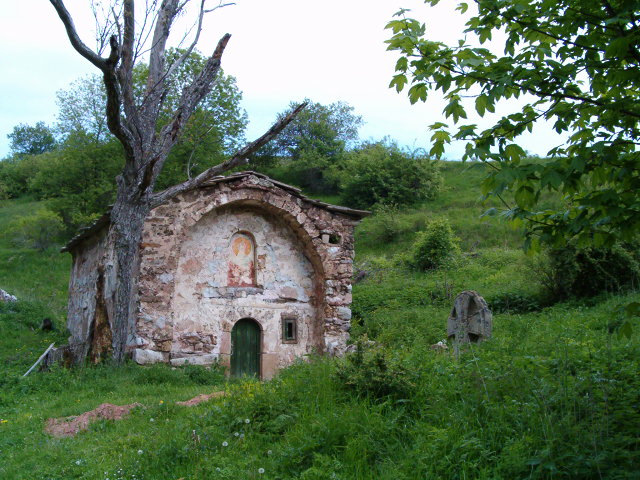
Die Klosterkirche des Malomalowski-Klosters

Das Dorf liegt nördlich der Sofiaebene an den Südhängen des Tschepan-Gebirges (ein Vorgebirge des Balkangebirges), ca. 50 km nordwestlich der bulgarischen Hauptstadt Sofia. In der Nähe befinden sich die Städte Sliwniza, Godetsch und Dragoman.
Während des Serbisch-Bulgarischen Krieges von 1885/86 wurde das Dorf von serbischen Truppen der Donau-Division besetzt, welche an den umliegenden Anhöhen ihre Stellungen aufbaute. In der entscheidenden Schlacht bei Sliwniza wurden Malo Malowo und das umliegende Gebiet zum Kriegsschauplatz. Am 6. Novemberjul. / 18. November 1885greg. wurde das Dorf zurückerobert.
Der von den bulgarischen Kommunisten betriebene Kollektivismus der Landwirtschaft und die staatlich verordnete Planwirtschaft führten zur Abwanderung der Bevölkerung vor allem in Richtung Sofia. In den letzten Jahren siedeln sich hier jedoch erneut junge Familien an.

## Sehenswürdigkeiten
- In der Nähe befinden sich die Reste des mittelalterlichen Klosters Malomalowski und die Peschteriza-Höhle.